# Româno-Americană București
El Româno-Americană București fue un equipo de fútbol de Rumania que alguna vez jugó en la Liga I, la primera división de fútbol en el país.

## Historia
Fue fundado en el año 1906 en la ciudad de Ploiesti con el nombre Societatea Româno-Americană y fue el primer equipo de fútbol fundado en la ciudad, creado por funcionarios estadounidenses y holandeses de compañías petroleras del valle de Prahova. En 1914 el club se muda a la capital Bucarest, y en esa temporada ganan su primer y único título de la Liga I.
El club se disolvió en el año 1916 por problemas acerca de la Primera Guerra Mundial.

## Palmarés
- Liga I (1): 1914–15
- Copa Harwaster (1): 1915

## Jugadores

### Jugadores destacados
- Jack Catterall
- Hans Horing